# 쿨 & 더 갱

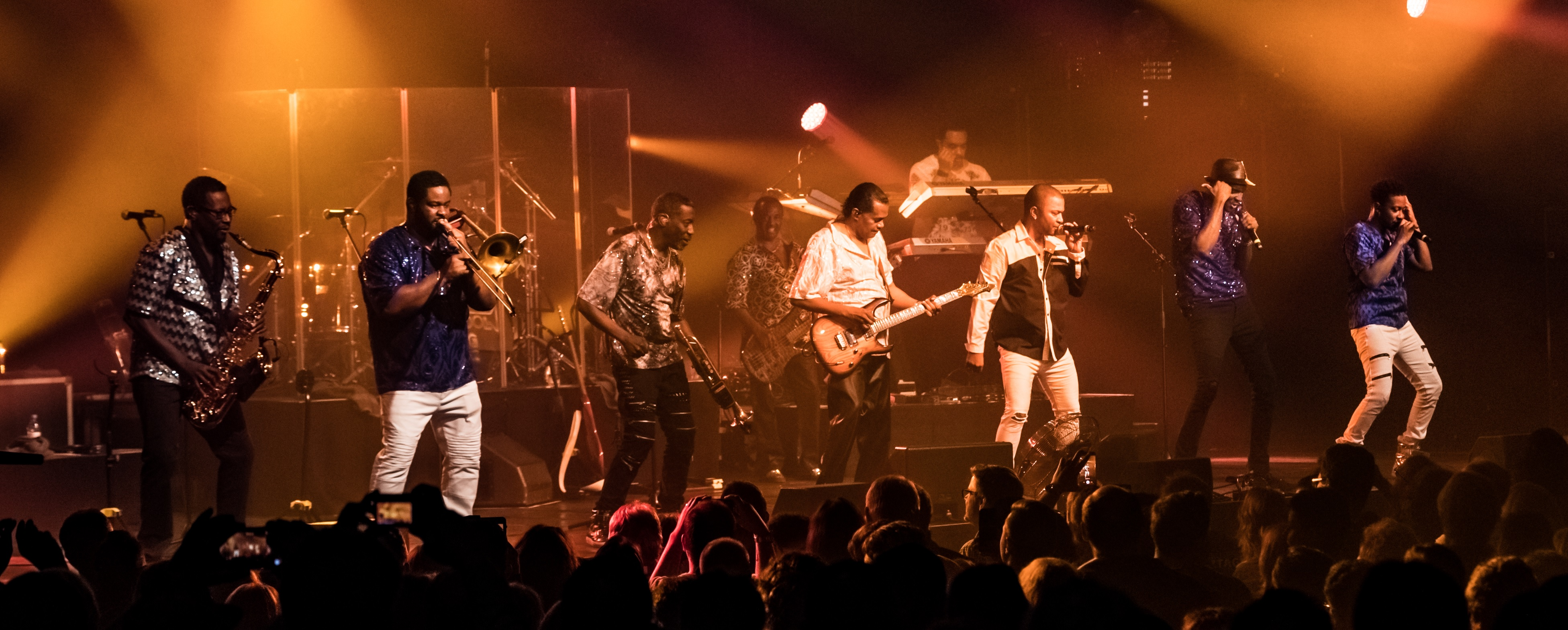
2017년 11월 당시 독일에서 라이브 공연으로 무대에 오르는 쿨 & 더 갱

쿨 & 더 갱(Kool & the Gang)은 1964년 미국 저지시티에서 결성된 음악 그룹이다. 당시에는 두 형제였던 로버트 쿨 벨과 로널드 벨이 서로 협력하여 결성된 것이 시초이다. 이후에는 여러 인재들이 순차적으로 영입하게 되어 있었던 내력도 물론 있고, 최고로 인기가 높은 음악은 Celebration이라는 노래가 있고 최초로 발매된 음반은 음악 그룹의 이름을 본떠서 따온 Kool and the Gang이라는 음반을 별도로 발매시켰던 것으로 보인다. 현재 구성원 중 뒤늦게 영입하게 되어 있는 인재로는 유일하게도 마이클 레이가 있다. 또한 앨범 수상 내력도 많이 딴 것으로 보이게 되며, 폭스 방송의 인기 애니메이션 프로그램인 심슨네 가족들에서도 해당 노래인 Celebration이 한 때 나온 적이 있었다.